# Radmanovo
Radmanovo (Servisch cyrillisch Радманово) is een plaats in de Servische gemeente Brus. De plaats telt 132 inwoners (2002).